# Bofedal de Parinacota
El bofedal de Parinacota es un humedal localizado en el extremo norte de Chile, en la región de Arica y Parinacota.
En este humedal nace prácticamente el río Lauca.
De pasto verde, está conformado por un conjunto de lagunas llenas de aves, en especial las taguas gigantes, que anidan formando islas flotantes, y cientos de llamas y alpacas de distintos colores que pastan en grupos separados. Hacia el este se observan los nevados de Payachatas, los volcanes Parinacota y Pomerape, de más de 6000 m de altura. Se encuentra en las cercanías del pueblo de Parinacota y se puede recorrer a través del sendero automovilístico del parque nacional Lauca, accediendo por la Ruta 11-CH.
No debe ser confundida con la laguna Parinacota (Isluga), ubicada más al sur, que es el origen del río Isluga.
No debe ser confundida con las lagunas de Amuyo, a veces llamada "de Parinacota", que descargan en el río Caritaya de la cuenca del río Camarones.